# Bombus insularis
Bombus insularis (saknar svenskt namn) är en insekt i överfamiljen bin (Apoidea) och släktet humlor (Bombus). 

## Beskrivning
Arten är en medelstor humla; honorna är 16–19 millimeter långa med en bakkroppsbredd på 8–9 millimeter, medan hanarna är 13–16 millimeter långa med en bakkroppsbredd på 4–5,5 millimeter.
Drottningen har svart huvud med gula hår mellan antennerna och längs mittlinjen. Mellankroppen är ljusgul utom på undersidan och det centrala, bakre partiet. De två första tergiterna är kraftigt svarthåriga, följt av två tergiter som är gulhåriga på sidorna men svarthåriga för övrigt. Den femte tergiten är svarthårig med några få gula strån, medan bakkroppsspetsen är hårlös och svart. Mundelarna är kraftigare än hanens.
Hanens huvud liknar drottningens, men det gula partiet är mindre än hos henne. Större delen av mellankroppens översida är gulhårig, resten (framför allt undersidan och delar av mellankroppens bakre del) är svarthårig. De fyra första tergiterna är kraftigt gulhåriga, resten av bakkroppen är svarthårig. Dock kan sidornas mittparti ha en del gula hår.
Tungan är kort hos båda könen.

## Ekologi
Humlan är en snylthumla, och honan lever som boparasit hos andra humlor, där hon efter att ha dödat eller underkuvat drottningen tvingar arbetarna i det övertagna boet att föda upp sin egen avkomma. Värdarterna utgörs av Bombus flavifrons, Bombus rufocinctus, Bombus ternarius, Bombus terricola, Bombus fervidus, Bombus nevadensis och Bombus pensylvanicus. Arten är polylektisk, den flyger till växter från många olika familjer, som korgblommiga växter (gullris), ärtväxter (sötväpplingar och klöversläktet) samt ljungväxter (blåbärssläktet).
Hanarna är patrullerare, de flyger runt i bestämda banor där de försöker locka till sig parningsvilliga ungdrottningar med hjälp av feromoner.

## Utbredning
Utbredningsområdet sträcker sig från Alaska till Kanada där den finns från Yukon och Northwest Territories i väster till Québec, New Brunswick, Nova Scotia och Prince Edward Island i öster. Vidare förekommer den i USA, där arten finns från Washington, Idaho och Montana till New England i norr, och söderut till Kalifornien, Arizona och New Mexico. Tonvikten i USA ligger dock på de nordvästra områdena där den rapporterats vara sällsynt.

## Bevarandestatus
Internationella naturvårdsunionen (IUCN) listar arten som livskraftig (LC). IUCN konstaterar dock att den har gått tillbaka i delar av sitt utbredningsområde (bland annat södra Ontario och Colorado). Den främsta orsaken till detta tros vara en tillbakagång av flera av artens värdbin, men andra faktorer, som habitatförlust, bekämpningsmedel, sjukdomar överförda från införda humlor, använda som kommersiella pollinerare, konkurrens från invasiva bin och klimatförändringar inverkar också.